# افسون (مجموعه تلویزیونی ایتالیایی)
افسون (ایتالیایی: Incantesimo) یک مجموعهٔ احساسی ایتالیایی است که مابین سال‌های ۱۹۹۸ تا ۲۰۰۸ از شبکهٔ تلویزیونی رای پخش می‌شد.

## گزیدهٔ بازیگران
- آنیزه نانو
- پائولا پیتاگورا
- دلیا بوکاردو
- جوزپه پامبیری
- پائولو مالکو
- دانیلا پوجی
- لیندا باتیستا
- گویا یلو
- ری لاولاک
- بِـنِدِتا گارگاری
- کاترینا ورتووا
- کاسپار کاپارونی
- السیو بونی
- وانسا گراوینا
- باربارا لیوی
- لورنزو فلاهرتی
- آنتونیا لیسکووا
- سونیا آکوینو
- آلساندرا آچایی
- اورسو ماریا گوئرینی
- نینا سولدانو
- لوئیجی ماریا بوروآنو
- میکائلا ازدرا
- آنا ملاتو
- استفانیا کاسینی
- نینو کاستلنووو
- لورا چیاتی
- ایوانا مونتی
- اریکا بلانک
- لوئیجی دیبرتی
- ایلیونورا بریلیادوری
- کرین کلری
- پائولو فراری
- ایوو گارانی
- باربارا بوشه
- مارتسیا اوبالدی
- لوئیزا د سانتیس